# Manzanos
Manzanos es un concejo del municipio de Ribera Baja, en la provincia de Álava, País Vasco (España).

## Toponimia
En el año 1025 en la Reja de San Millán, consta como Mazanos.Otras denominaciones que ha tenido son Mançanos (1257, 1295) o Manzanos (1537), entre otros.

## Geografía física
El concejo, que se encuentra 30 km al suroeste del centro de Vitoria, forma parte de la Cuadrilla de Añana.
|                                    |              | Nordeste: Leciñana de la Oca |
| Oeste: Melledes                    |              | Este: Burgueta               |
| Suroeste: Quintanilla de la Ribera | Sur: Armiñón | Sureste: Estavillo           |

## Historia
Hacia mediados del siglo XIX, el lugar, ya por entonces perteneciente a Ribera Baja, tenía contabilizada una población de 93 habitantes. Aparece descrito en el undécimo volumen del Diccionario geográfico-estadístico-histórico de España y sus posesiones de Ultramar de Pascual Madoz de la siguiente manera:

MANZANOS: l. del ayunt. de Ribera Baja, prov. de Alava (á Vitoria 4 leg.), part. jud. de Añana (2 1/2), aud. terr. de Burgos; dióc. de Calahorra (16): sit. en parage bastante alegre, sobre el camino real de Madrid á Francia; disfruta de clima templado: tiene 22 casas, escuela frecuentada por 20 alumnos y dotada con 22 fan. de trigo, igl. parr. (San Juan Bautista), servida por 2 beneficiados, ermita dedicada á San Miguel y una fuente. El térm. confina, N. la Puebla de Arganzon (part. jud. de Miranda de Ebro); E. Estavillo, S. Melledes, y O. Igay. El terreno es de mediana calidad; le baña el r. Zadorra, y tiene monte muy poblado de arbolado. caminos: ademas de la espresada carretera hay varios locales. El correo se recibe de la puebla de Arganzon por balijero. prod.: trigo, cebada y toda clase de legumbres; cria ganado lanar y mular; caza de perdices y codornices; y pesca de barbos y anguilas. ind.: un molino harinero. pobl.: 18 vec., 93 alm. Es patria de D. Francisco de Salazar, comisario general de Cruzada, que fabricó en la parr. su panteo, altar y sacristia y capilla de la casa de Salazar, en la cual se halla una insripcion relativa á los individuos de la familia que yacen alli sepultados.
(Madoz, 1848, p. 204)

En 2022, tenía empadronados 181 habitantes.

## Demografía
| Gráfica de evolución demográfica de Manzanos entre 2000 y 2017 |
|                                                                |
| Población de derecho según los censos de población del INE.    |

## Cultura

### Patrimonio material
- Iglesia de San Juan Bautista.[3]
- Fuente de la plaza, situada en la plaza del Marqués de Narros adosada al murete delimitador en el punto o extremo de contacto entre la plaza y el parque de detrás de la iglesia.[6]
- Palacio Salazar. Palacio rural barroco del siglo XVII. El edificio tiene planta rectangular con cubierta a tres aguas de teja cerámica árabe y presenta dos alturas.[7]
- Juego de pelota, en una de las paredes de la iglesia.[8]
- Juego de bolos, en su parte anterior, en un pequeño pasillo al sur de la iglesia.[9]
- Fuente vieja y lavadero, situados al norte del núcleo de arria, y a nivel inferior al del camino, junto al arroyo Zaldiaran. El acceso a ambos elementos se realiza por sendas escaleras que parten ortogonalmente, la de la fuente, y paralela al camino y muro de contención, la del lavadero.[10]
- Abrevadero situado fuera del núcleo de arriba, al norte del mismo y a la altura del conjunto fuente vieja y lavadero. Gran bebedero en forma de "V" con el vértice dirigido al arroyo Zaldiaran del que se sirve para su suministro y los brazos abiertos hacia el camino.[11]